# 伯利恒 (宾夕法尼亚州)
伯利恒（英語：Bethlehem）是美國宾夕法尼亚州的一座城市，分別位於利哈伊縣和北安普頓縣。2010年人口74,982，是該州第七大市（鎮）。 仅次于费城、匹兹堡、阿伦敦、伊利、雷丁和斯克兰顿之后。同时也是理海谷第二大城市。理海大學位於本市。
1741年平安夜，來自德國薩克森的摩拉維亞弟兄會教徒建立了伯利恆，並以耶穌基督的出生地伯利恆為其命名。
拉斯維加斯金沙集團把当时美国第二大钢铁公司，伯利恒鋼鐵廠总部改建為賭場渡假村，2009年啟用。
在2006年七月，该市被美国《金錢》杂志评为“最适合居住的100个地方”中的第88位。

## 教育
該地共有兩所高等教育機構，即理海大學（1865年創立）、摩拉維亞學院（1742年，美國最古老的學院之一）。

## 交通
- 理海谷国际机场
- Trans Bridge 巴士（前往纽约市曼哈顿的纽新航港局客运总站）
- Bieber 巴士（前往费城）

## 姐妹城市
- 德国施瓦本格明德
- 日本富田林市
- 斯洛維尼亞穆爾斯卡索博塔